# Steek
Steek war ein niederländisches Volumen- und Steinkohlenmaß.
- 1 Steek = 20,526 Liter
- 1 ½ Steek = 1 Maat = 30,789 Liter
- 1 Hoedt = 38 Maaten = 56 Steek = 1170 Liter[1]